# Сихівський цвинтар
Си́хівський цви́нтар — цвинтар у Львові, біля мікрорайону Сихів. Закритий для нових поховань. Станом на 2019 рік — один із 4 цвинтарів міста, де можна підзахоронювати в гробівці й могили родичів.
Кладовище займає площу 19,72 га і розташоване на вулиці Зеленій, поблизу перехрестя з Львівською кільцевою дорогою, через дорогу від села Пасіки-Зубрицькі.
У 1990-х — 2000-х роках були думки вирішити проблему з похованням у Львові за рахунок розширення Сихівського цвинтаря, однак це загальнольвівське питання на 2019 рік не вирішено.

## Список відомих осіб, похованих на Сихівському цвинтарі
- Василь Каменщик († 2023) — український скульптор, професор кафедри монументальної скульптури Львівської національної академії мистецтв (1990), головний архітектор міста Львова (2002—2006)[2];
- Вікторія Ковальчук († 2021) — художниця-графік, ілюстраторка, дизайнерка, літераторка;
- Олексій Смирнов — льотчик, Герой Радянського Союзу;
- Володимир Третевич († 2009) — український науковець, біохімік, доктор біологічних наук;
- Марія Федорчак-Ткачова — українська вишивальниця та художник-модельєр;
- Грицько Чубай († 1982) — барда-поета через антирадянські переконання влада не дозволила ховати на Личаківському цвинтарі, тому його поховали на Сихівському[3]. Перепохований на Личаківському цвинтарі у 1995 році.